# Stanisław Majewski (1939–2019)
Stanisław Majewski (ur. 3 marca 1939 w Bielsku-Białej, zm. 22 grudnia 2019) – polski specjalista w zakresie modelowania materiałów i konstrukcji, prof. hab. inż.

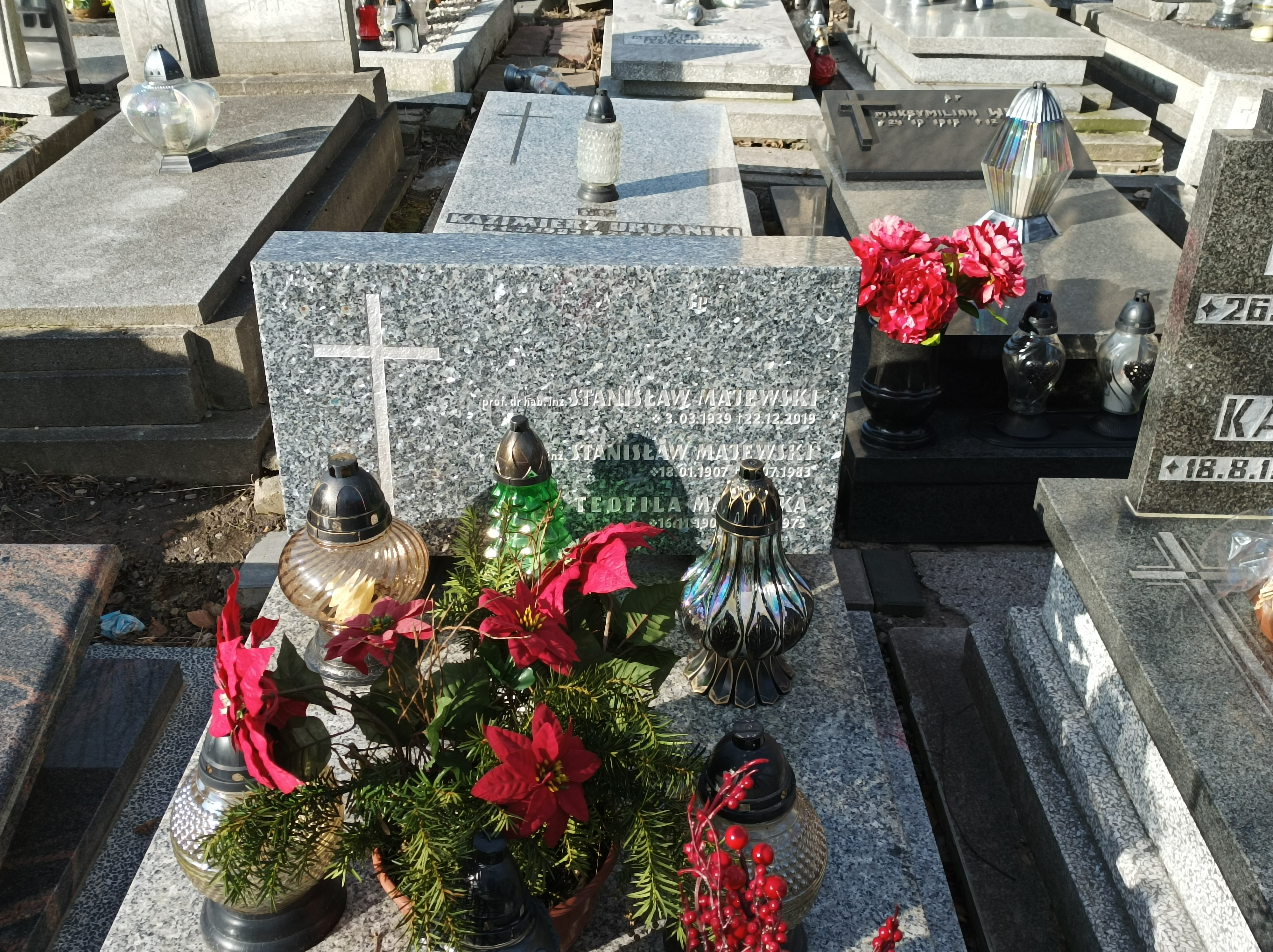
Grób prof. Stanisława Majewskiego na cmentarzu przy ul. Sienkiewicza w Katowicach

## Życiorys
Odbył wyższe studia na Wydziale Budownictwa Przemysłowego i Ogólnego Politechniki Śląskiej, natomiast w 1969 uzyskał stopień doktora, 25 września 1995 habilitował się na podstawie pracy zatytułowanej Sprężysto-plastyczny model współpracującego układu budynek-podłoże poddanego wpływom górniczych deformacji terenu. 16 listopada 2004 nadano mu tytuł profesora w zakresie nauk technicznych.
Objął funkcję profesora zwyczajnego w Katedrze Inżynierii Budowlanej oraz dziekana na Wydziale Budownictwa Politechniki Śląskiej.
W 1998 otrzymał nagrodę im. prof. Wacława Żenczykowskiego. W 2010 otrzymał Medal im. prof. Stefana Kaufmana.